# Megasecòpters
Els megasecòpters (Megasecoptera) és un ordre d'insectes paleòpters de l'era Paleozoica. Se'n coneixen 22 famílies amb uns 35 gèneres.
Com tots els altres paleodictiopteroïdeus, els megasecòpters tenen boca xucladora que probablement utilitzaven per pinçar les plantes i extreure'n espores o pol·len.
Al contrari que altres insectes anteriors, els megasecòpters disposaven de dos parells d'ales d'aproximadament la mateixa mida. Segurament, les ales es disposaven en horitzontal com les libèl·lules actuals (odonats, anisòpters). El cos era prim i llarg i tenien un gran nombre de fins serrells que podien ésser més llargs que el cos.
S'estima que és probable que en determinats llocs arribessin a constituir el 50% de la biomassa d'insectes.

## Taxonomia
Orden Megasecoptera Brongniart, 1885 †
- Suborden Eubleptoptera
  - Familia Anchineuridae
  - Familia Engisopteridae
  - Familia Eubleptidae
  - Familia Namurodiaphidae
  - Familia Sphecocorydaloididae
  - Familia Xenopteridae
- Suborden Eumegasecoptera
  - Familia Carbonopteridae
  - Familia Corydaloididae
  - Familia Mischopteridae
  - Familia Moravohymenidae
  - Familia Sphecopteridae
  - Familia Vorkutiidae
- Suborden Protohymenoptera
  - Familia Ancopteridae
  - Familia Aspidohymenidae
  - Familia Aspidothoracidae
  - Familia Bardohymenidae
  - Familia Brodiidae
  - Familia Brodiopteridae
  - Familia Caulopteridae
  - Familia Hanidae
  - Familia Protohymenidae
  - Familia Scytohymenidae